# Танн (округ)
Танн (фр. Thann) — колишній округ у Франції, в складі департаменту Верхній Рейн регіону Ельзас. 2015 року він був розформований. Більшість муніципалітетів увійшла до новоствореного округу Танн-Гебвіллер, інші до округів Мюлуз і Альткірш.

## Склад
Округ включав у себе 4 кантони:
| Кантон      | Площа, км² | Населення, осіб | Рік  | Адміністративний центр | Кількість муніципалітетів |
| ----------- | ---------- | --------------- | ---- | ---------------------- | ------------------------- |
| Мазево      | 134,67     | 11054           | 1999 | Мазево                 | 15                        |
| Сент-Амарен | 167,77     | 13137           | 1999 | Сент-Амарен            | 15                        |
| Серне       | 131,35     | 33529           | 1999 | Серне                  | 11                        |
| Танн        | 91,08      | 19888           | 1999 | Танн                   | 11                        |

## Населені пункти
Найбільші населені пункти округу з населенням понад 5 тисяч осіб:
| Муніципалітет | Населення, осіб | Рік  | Кантон |
| ------------- | --------------- | ---- | ------ |
| Серне         | 11366           | 2010 | Серне  |
| Віттельсайм   | 10708           | 2006 | Серне  |
| Танн          | 8259            | 2010 | Танн   |

| Франція | Це незавершена стаття з географії Франції. Ви можете допомогти проєкту, виправивши або дописавши її. |